# Halsbury's Laws of England
Halsbury's Laws of England est une encyclopédie du droit de l'Angleterre et du pays de Galles, présentée sous forme de titres classés par ordre alphabétique selon les domaines du droit, qui s'appuie sur des sources telles que les lois adoptées par le Parlement du Royaume-Uni, les mesures de l'Assemblée galloise, la jurisprudence britannique et le droit de l'Union européenne. Elle est rédigée par des experts du domaine concerné ou en consultation avec ceux-ci.
Halsbury's Laws propose un service de mise à jour annuel et mensuel. L’encyclopédie et ses mises à jour sont disponibles en version papier et en ligne, avec certains contenus accessibles gratuitement sur Internet.

## Histoire
En 1907, Stanley Shaw Bond, éditeur chez Butterworths, lança un projet visant à produire une présentation complète du droit en Angleterre et au pays de Galles, qui à la fois fait autorité, est exhaustive et est à jour. Bond retrouva l’ancien Lord Chancelier, le comte de Halsbury, alors en vacances à Nice, pour l’inviter à devenir le rédacteur en chef de The Laws of England.
Traditionnellement, la fonction de rédacteur en chef de Halsbury's Laws est occupée par un ancien Lord Chancelier, et l’actuel titulaire est Lord Mackay de Clashfern.
En 2007, Halsbury's Laws a célébré son centenaire lors d’une soirée de séminaires dirigée par Lord Mackay de Clashfern et le professeur Richard Susskind, ainsi qu’avec la publication d’un recueil d’essais commémoratifs.

## Rédacteurs en chef
Lord Halsbury : 1907 à 1917
Lord Hailsham : 1931 à 1942
Vicomte Simonds : 1952 à 1964,
Lord Hailsham de St Marylebone : 1973 à 1997
Lord Mackay de Clashfern : 1997 à aujourd’hui